# ورخنیایا سرگیفسکایا
ورخنیایا سرگیفسکایا (به لاتین: Verkhnyaya Sergiyevskaya) یک منطقهٔ مسکونی در روسیه است که در استان آرخانگلسک واقع شده‌است. ورخنیایا سرگیفسکایا ۱۰۴ نفر جمعیت دارد.